# Pluxus
 (novembre 2010).
 (avril 2014).
Pluxus est un groupe de musique électronique venant de Stockholm, Suède. Les membres sont Sebastian Tesch, Adam Kammerland et Anders Ekert. Björn Carlberg a fait partie du groupe jusqu'en 2003. 
Pluxus a sorti quatre albums de leur label Pluxembourg, aussi bien qu’un certain nombre de singles, EPs et remix. Ils ont aussi remixé Get On With Your Life pour le musicien Stina Nordenstam.
La musique Transient est utilisée pour la publicité de la Ford Fiesta.

## Albums
- Pluxus 7" (1998)
- Fas 2 (1999)
- Och resan fortsätter här (2000)
- Agent Tangent EP (2002)
- European Onion (2002)
- Solid State (2006)
- Transient EP (2008)
- Solid State (2008) (réédition)

## Sources
- http://www.lesinrocks.com/musique/critique-album/european-onion/